# Hermann Becker (Maler, 1884)
Hermann Max Becker (* 14. November 1884 in Breslau; † 26. Februar 1972 in Heiligenstedten) war ein deutscher Flugzeugtechniker und Maler.

## Leben
Hermann Becker war ein Sohn des Straßenbahnfahrers und Kutschers Johann Karl Becker (* 12. August 1852 in Breslau; † 12. September 1924 ebenda) und dessen Ehefrau Caroline Pauline, geborene Lepke, (* 15. Dezember 1855 in Potarzyce; † 2. Juli 1920 in Breslau). Er absolvierte eine Ausbildung zum Tischler und verbrachte einige Jahre als Geselle auf Wanderschaft in Österreich und Oberitalien. 1907 erhielt er eine Stelle als Flugzeugtechniker bei den Berliner Albatroswerken.
1914 zog Becker nach Schneidemühl und half dort als Oberbaumeister, ein Zweigwerk der Albatroswerke aufzubauen. Am 21. Mai 1917 heiratete er hier Elisabeth Minna Rosa Genz (* 27. Januar 1889 in Schneidemühl; † 22. Mai 1974 in Heiligenstedten). 1920 machte er sich als Landwirt auf einem kleinen Hof selbstständig. Während des Zweiten Weltkriegs musste er Kriegsdienst in Berlin leisten. Nach Kriegsende siedelte er 1947 nach Heiligenstedten über, wohin seine Frau geflohen war.
Becker starb kinderlos im Februar 1972.

## Wirken als Maler
Becker malte erstmals im Rentenalter von 75 Jahren. Er selbst sagte: „Die Sonntagsmalerei dient mir dazu, vital, lebendig zu bleiben“. Er wollte möglicher Langeweile vorbeugen und hatte aus diesem Grund zunächst eine Imkerei aufgebaut. Als naiver Künstler malte er zunächst Kinder aus seiner Nachbarschaft, die umliegenden Bauernhäuser, Deiche und eine Brücke über die Stör. Nach einigen Lernerfolgen verwendete er Motive aus der Natur oder Vorlagen wie Fotografien. So hielt er Fische, Blumen, Plätze und Menschen bildlich fest. 1964 hatte er eine erste Ausstellung in Itzehoe, später kamen viele Ausstellungen in Schleswig-Holstein und Hamburg hinzu.
Typisch für Beckers Werke war, dass er nur einfache Mittel wie Farbstifte, Ölkreide und einfache Deckfarben verwendete, die er auf Zeichenpapier brachte. Das Papier klebte er auf Pappe, versah das Werk mit einem Firnis und machte es mit Reißstiften an einem selbst hergestellten Rahmen fest. Da ihm als Autodidakt die notwendigen Fertigkeiten fehlten, reduzierte er die Motive auf das Wesentliche, bemühte sich jedoch trotzdem um eine möglichst präzise Wiedergabe der Vorlagen.
Becker schuf Bilder in kraftvollen und klaren Farben. Dazu zählten Werke wie „Feierabend“, „Freuden der Freizeit“, „Ländliches Geplauer“, „Junge Katze im Baum“ oder „Die alte Störbrücke“. Als er im hohen Alter kleine Details nicht mehr zeichnen konnte, verwendete er große Linien, Flächen und Formen wie bei dem Gemälde von „Schloß Heiligenstedt“. Während der zwölf Jahre seines Schaffens schuf er eher wenig Bilder unterschiedlicher Qualität. Seine Werke befinden sich heute beispielsweise im Museum Europäischer Kulturen.